# Perrera (Venezuela)

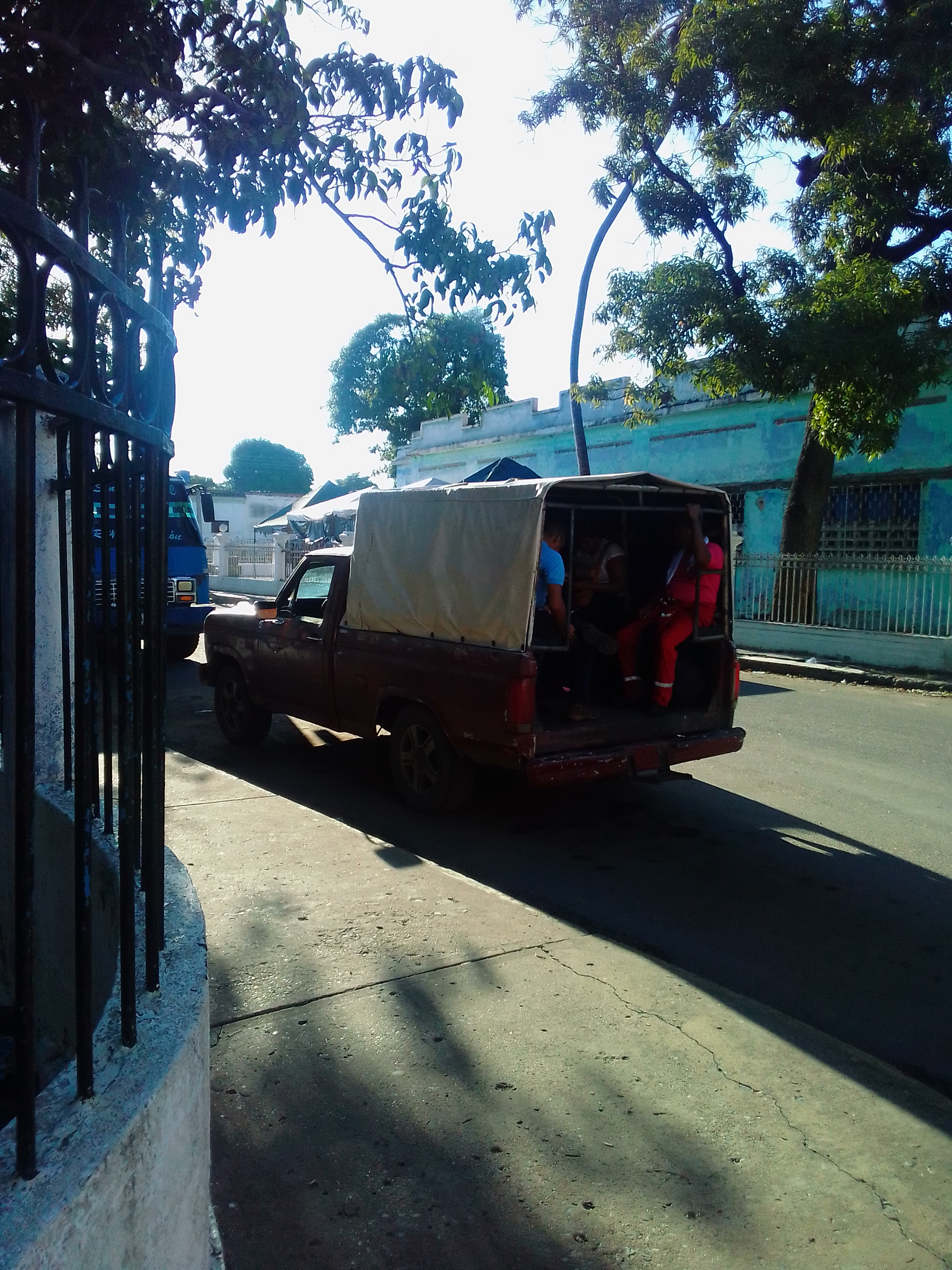
Perrera

Las perreras, también conocidas como chirrincheras, son el nombre que reciben en Venezuela los camiones generalmente usados para mover ganado u objetos pesados. A pesar de que históricamente personas en zonas rurales e indígenas los abordaban para moverse con sacos de plátanos, durante la crisis en Venezuela y en los últimos años ha crecido su uso en las ciudades como Caracas, Maracaibo, Maracay, Valencia, Carúpano, Puerto La Cruz, Mérida, Puerto Ayacucho, entre otras, debido a la hiperinflación, la inhabilitación de unidades de transporte público como autobuses, escasez de piezas de repuestos para vehículos y la falta de dinero en efectivo, entre otros factores. El nombre proviene de la similitud de esos transportes con las camionetas empleadas para recoger perros de la calle. Carecen de seguridad para el transporte de personas, pues no tienen asientos ni cinturones de seguridad. Al no ser vehículos aptos para el traslado de personas, el uso de la perreras puede causar heridas graves y la muerte de los usuarios. En 2018, al menos 32 pasajeros murieron por caídas o volcamientos.

## Antecedentes
Las perreras consisten en vehículos privados como camiones de volteo, camiones cava, camiones de transporte de escombros generalmente usados para mover ganado u objetos pesados como piezas industriales, alimentos o basura que no son aptos para transportar a personas. Originalmente fueron apodados así hace décadas en áreas rurales e indígenas, donde eran un transporte común en el campo y la gente los abordaba para moverse con sacos de plátanos. Sin embargo, durante la presidencia de Nicolás Maduro, Venezuela empezó a experimentar una crisis de transporte público nunca antes vista en tiempos modernos, afectado por el encarecimiento y escasez de repuestos, así como por la falta de inversión por parte del Estado, lo que obligado a los usuarios a efectuar largas caminatas y a llevar las perreras a las ciudades para cubrir la falta de vehículos.
Según Gustavo Chourio, experto en urbanismo de la Universidad del Zulia, alrededor del 30 por ciento de los venezolanos solía tener vehículo propio, el promedio más alto en América Latina, proporción que ha disminuido drásticamente en la actualidad porque pocas personas tienen recursos suficientes como para comprar repuestos como neumáticos o baterías. La reparación de autobuses y otros vehículos de transporte público se ha vuelto cada vez más difícil debido a la escasez de las piezas de repuesto. Para 2018, de acuerdo con el Comité de Usuarios de Transporte Público en Caracas, el 95 % de los autos, autobuses y taxis estaban inhabilitados, mientras que el número de perreras, operadas por cualquier persona con los medios para manejar un vehículo, había aumentado un 25 %. Luis Alberto Salazar, presidente del comité y su vocero principal, ha afirmado que en Venezuela hay al menos 150,000 perreras. Oscar Gutiérrez, chofer y dirigente gremial del estado Miranda, ha declarado que para el mismo año solo quedaba 10% de los 12.000 autobuses que había en el estado, y según el Comando Intergremial de Transporte al menos el 90% de las 300 000 unidades que cubrían las diversas rutas del país estaban en paro técnico debido a la falta de repuestos.

## Historia
Lejos de prohibirlos por sus condiciones inseguras, el gobierno venezolano ha presentado los vehículos como una innovación en el transporte y ha justificado su surgimiento, varios gobernadores y alcaldes oficialistas activaron su propia flota gratuita de perreras. Nicolás Maduro trató de solucionar el problema en 2015 con la compra de 15,000 autobuses Yutong construidos en China. La mayoría de esas unidades, sin embargo, terminaron descompuestas en garajes oficiales porque no había piezas de repuesto. En 2018, en Maracaibo, los militares decidieron colocar camiones de las Fuerzas Armadas a lo largo de las rutas principales para ayudar a los pasajeros a circular libremente, pero la iniciativa no duró mucho, después de una serie de quejas porque los camiones eran demasiado altos para que los pasajeros subieran.
En abril, durante la Expo Potencia 2018, un evento en Caracas promovido por Nicolás Maduro para mostrar la "capacidad de producción" de empresas vinculadas al gobierno, la Empresa Nacional de Mantenimiento Vial, adscrita al ministerio de Transporte y que vende insumos para transportistas como cauchos y aceites, exhibió un modelo de perrera construido a partir de un camión de carga que no tenía asientos sino paredes fabricadas con latón y unas barras de metal que sostenían el techo del camión y de las cuales debían sujetarse los usuarios. Erika Farías, alcaldesa del municipio Libertador, donde se concentra el casco histórico de Caracas, dijo que fueron puestos "a disposición de nuestro pueblo estos camiones de contingencia para que en las horas pico puedan ayudar a aligerar la espera".

## Riesgos
Al no ser vehículos aptos para el traslado de personas, el uso de la perreras puede causar heridas graves y la muerte de los usuarios. Según Luis Alberto Salazar, presidente del Comité de Usuarios de Transporte Público, para la primera mitad de 2018 ocurrieron 25 muertes de pasajeros por el uso de perreras: dieciséis en Mérida, dos en Valencia, cuatro en Tocuyito, dos en Güiria y uno en Puerto Ayacucho. No es tan solo el problema de los muertos, no hay elementos para atender a los heridos y no hay quien se responsabilice por la vida de esas personas. El comité de transporte luego actualizó la cifra a al menos 32 muertes y más de 100 heridos de gravedad. Una comisión de la Asamblea Nacional denunció que en el segundo trimestre del año, entre abril y julio de 2018, se produjeron 55 muertes y 275 heridos por el uso de medios improvisados de transporte como las perreras. Asimismo, el Observatorio de Seguridad Vial en su VI Informe sobre la situación de Seguridad Vial en Venezuela analiza los accidentes de tránsito relacionados con el transporte de personas en las perreras y las leyes que se están violentando.